# Bujne
Bujne – wieś w Polsce położona w województwie małopolskim, w powiecie nowosądeckim, w gminie Gródek nad Dunajcem.
W latach 1975–1998 miejscowość administracyjnie należała do województwa nowosądeckiego.
Wieś znajduje się na Pogórzu Rożnowskim przy drodze wojewódzkiej nr 975, w obniżeniu grzbietu łączącego Majdan (518 m n.p.m.) z sąsiednim Ostryżem (447 m n.p.m.). Bujne otoczone jest Ciężkowicko-Rożnowskim Parkiem Krajobrazowym.